# Zimna Woda (Łuków)
Zimna Woda – część miasta Łukowa, położona w jego północno-zachodniej części, wzdłuż ulicy o tej samej nazwie.

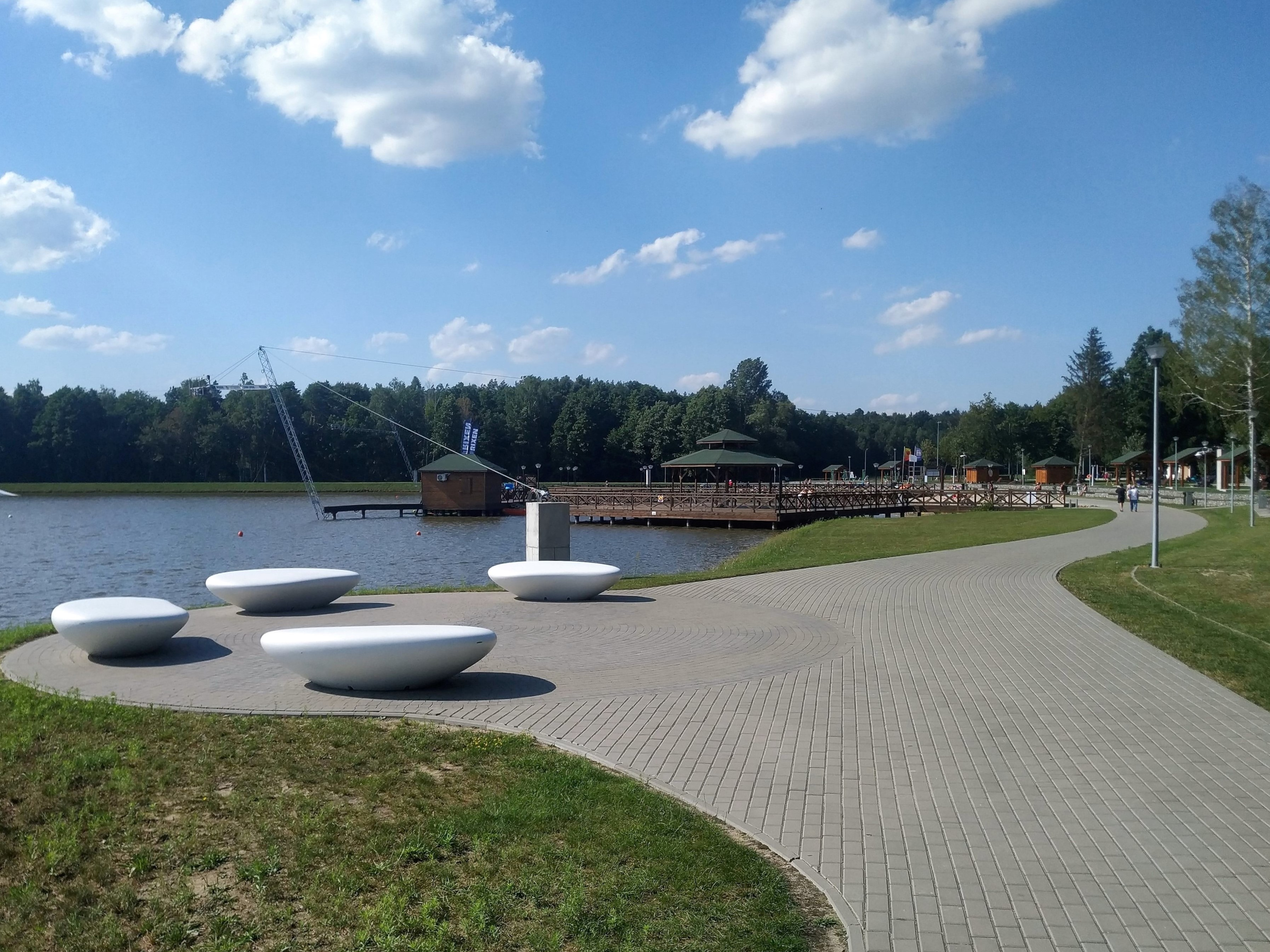
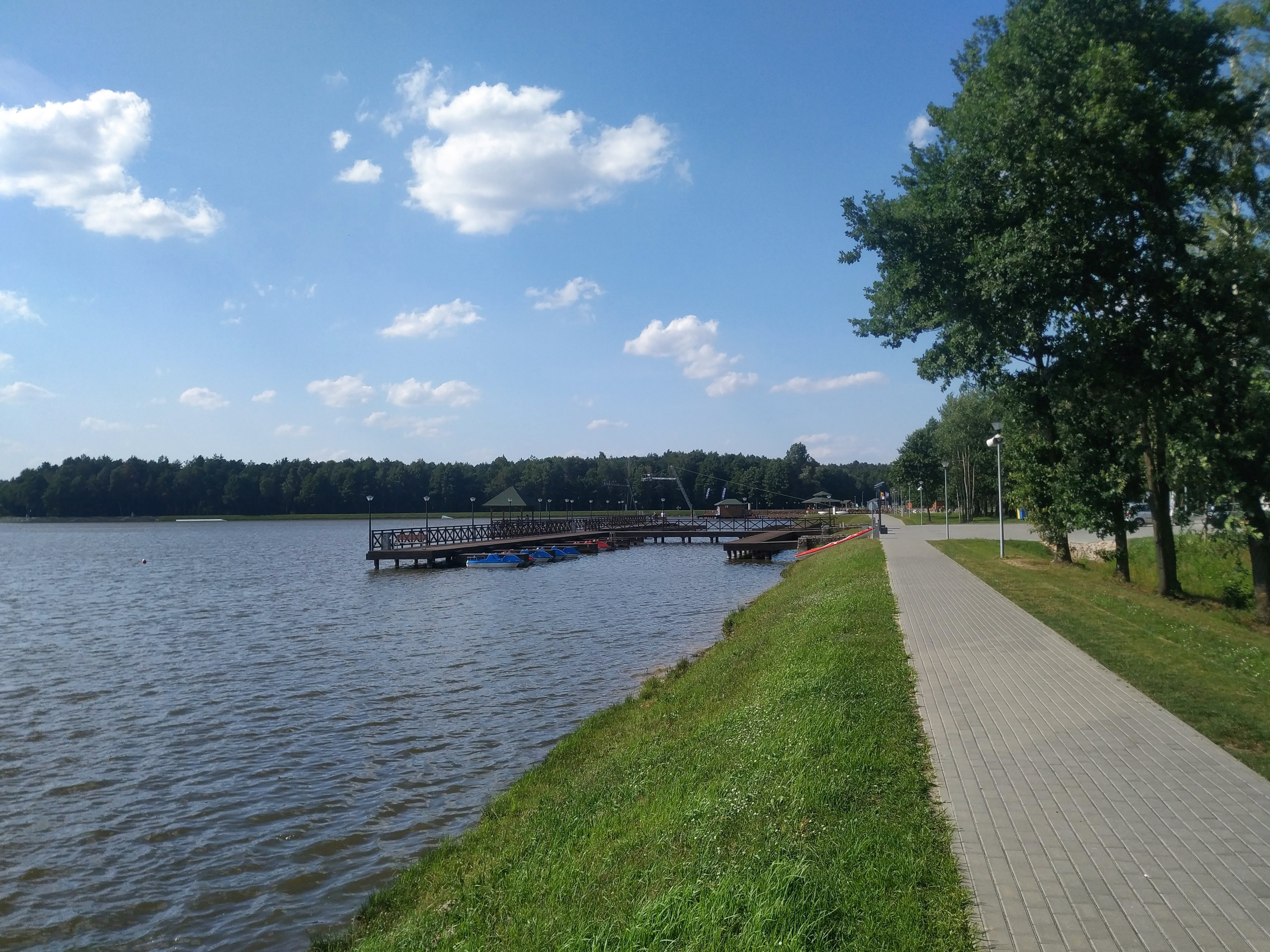
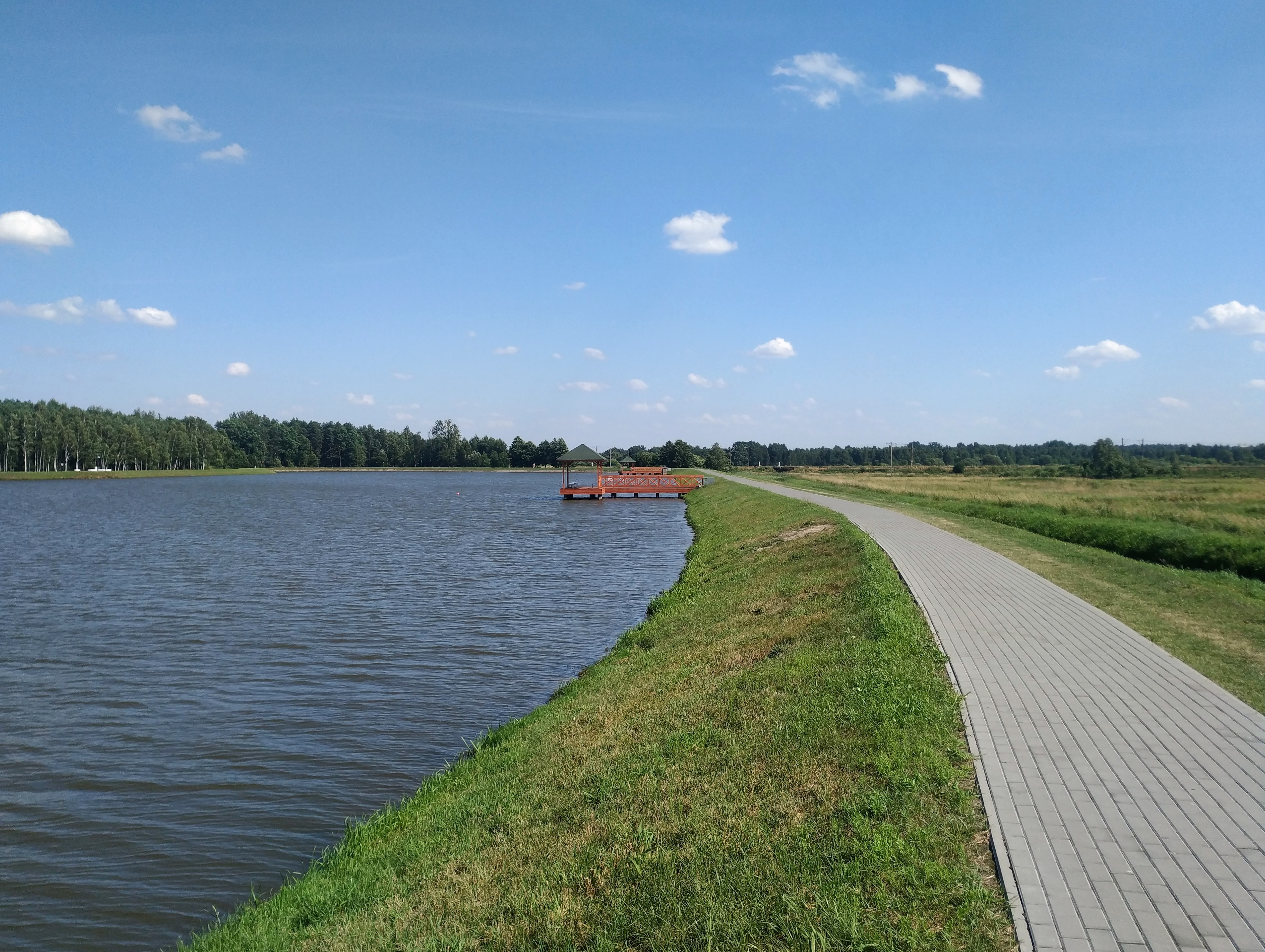

zalew Zimna Woda